# فيروس الإنفلونزا أ H3N1
فيروس الإنفلونزا أ H3N1 هو أحد أنماط فيروس الإنفلونزا أ و يصيب غالباً الخنازير. و هو أحد الأنماط القليلة من فيروس أ التي تستوطن الخنازير عادةً و هي فيروس الإنفلونزا أ H1N1 و فيروس الإنفلونزا أ H1N2 و H3N1 و فيروس الإنفلونزا أ H3N2.